# Yara ten Holte
Yara ten Holte (født 25. november 1999 i Amsterdam, Holland) er en hollandsk håndboldspiller, som har spillet for tyske Borussia Dortmund Handball i Handball-Bundesliga Frauen og i dag for den danske klub Odense Håndbold, samt  Hollands kvindehåndboldlandshold.
Hun blev udtaget til landstræner Monique Tijstermans trup ved VM i kvindehåndbold 2021 i Spanien, hvor det hollandske hold blev nummer 9.